# Scott E. Parazynski
Scott Edward Parazynski, född 28 juli 1961 i Little Rock, är en amerikansk astronaut uttagen i astronautgrupp 14 den 5 december 1992.

## Rymdfärder

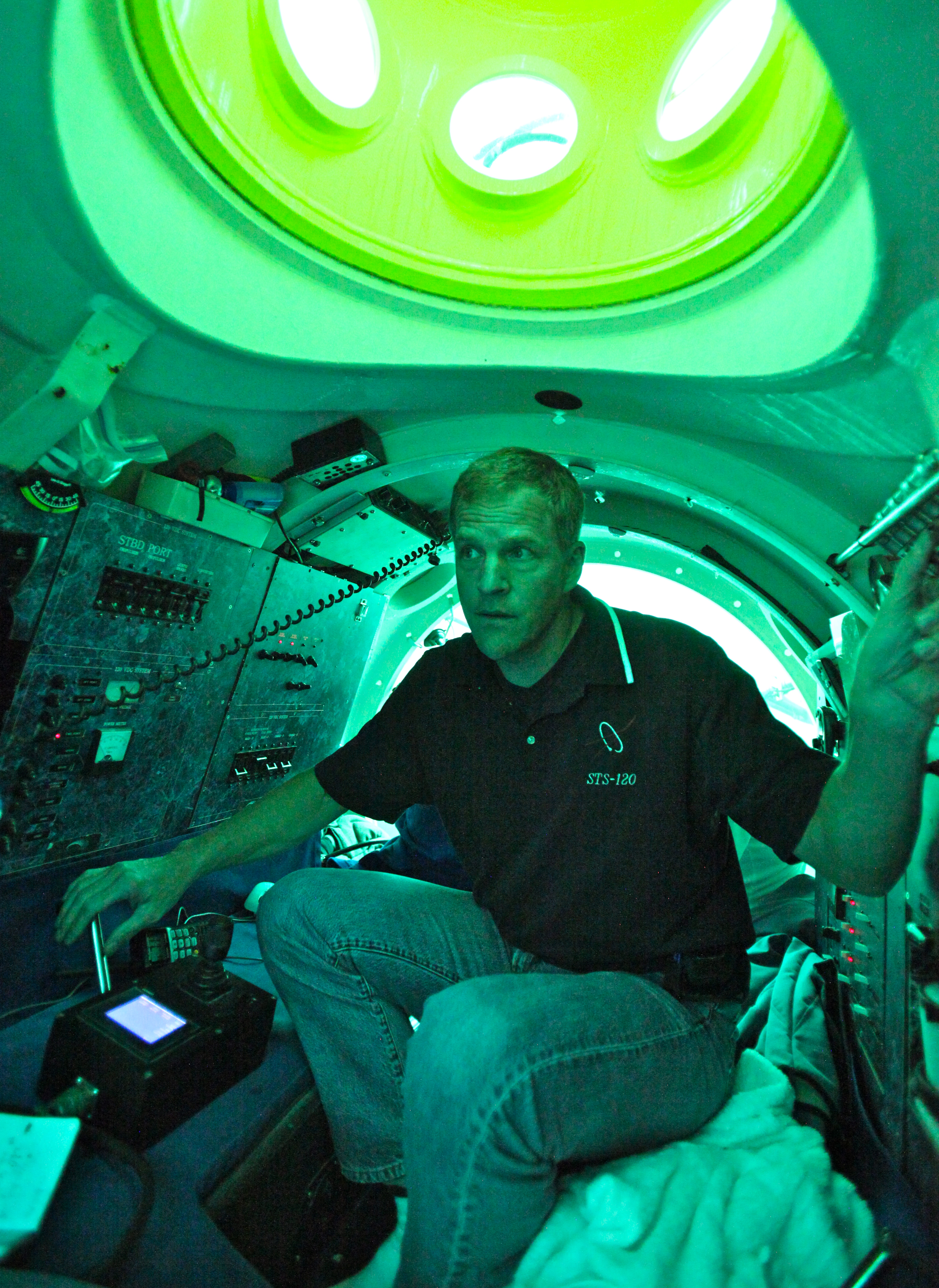
Scott Parazynski under en dykning med Oceangates farkost Antipodes.

- Atlantis - STS-66
- Atlantis - STS-86
- Discovery - STS-95
- Endeavour - STS-100
- Discovery - STS-120